# حمام قدیمی چکنه
حمام قدیمی چکنه مربوط به اواخر دوره قاجار - دوره پهلوی است و در شهرستان نیشابور، مرکز بخش سرولایت، روستای چکنه واقع شده و این اثر در تاریخ ۱۹ اسفند ۱۳۸۰ با شمارهٔ ثبت ۴۸۱۰ به‌عنوان یکی از آثار ملی ایران به ثبت رسیده است.